# Eduard II. (Bar)
Eduard II. von Bar (* 1339; † Mai 1352) war Graf von Bar von 1344 bis 1352. Er war der älteste Sohn von Heinrich IV. von Bar und Yolande von Flandern.
Da er beim Tod seines Vaters (1344) noch minderjährig war, wurde die Regentschaft von seiner Mutter übernommen, die selbst erst 18 Jahre alt war. Eduard war von schwacher Gesundheit, so dass er und sein Bruder Robert auf Antrag ihrer Mutter von Papst Clemens VI.  die Erlaubnis bekamen, auch in Zeiten des Abstinenz Fleisch essen zu dürfen.
Yolande führte einen Kamp gegen Peter von Bar, Seigneur de Pierrefort, und Theobald von Bar, Seigneur de Pierrepont, die an der Regentschaft teilhaben wollten. In Bündnisse mit König Philipp VI. von Frankreich und Herzog Rudolf von Lothringen gelang es ihr, die Rolle der Vettern klein zu halten.
Eduard wurde am 10. Oktober 1439 für volljährig erklärt. Im Jahr darauf verwüsteten die Truppen von Marie de Châtillon, Regentin von Lothringen, und dem Grafen von Salm die Grafschaft Bar. Als Vergeltung verwüsteten Yolande, Eduard und Adhémar de Monteil, Bischof von Metz, die Gegend um Nancy. Ein Waffenstillstand beendete die Auseinandersetzungen am 14. August 1351. Eduard II. starb im Jahr darauf. Sein Bruder Robert trat die Nachfolge an, war aber selbst erst sieben Jahre alt.